# Comunisme d'esquerra
El comunisme d'esquerra és el corrent del marxisme i el comunisme que es defineix per una crítica, des del mateix marxisme, a les ortodòxies leninistes i amb posterioritat estalinistes o trotsquistes. En general, el comunisme d'esquerra rebutja les interpretacions del determinisme econòmic mecanicista, amb tota la seva concepció de la història com un moviment d'etapes successives determinades pels canvis a les forces de producció, per introduir com a element actiu el protagonisme de la lluita de classes i de la consciència de classe. En negar que la història segueixi de manera inevitable per un curs prèviament determinat que fatalment conduirà al socialisme, el comunisme d'esquerres afirma l'actualitat de la revolució com un acte conscient i transgressor de l'ordre establert. Però d'altra banda, en la mesura en què s'elimina la concepció mecanicista del procés històric, característica de les diverses escolàstiques marxistes i comunistes, es confereix tot el protagonisme a la classe (o bloc de classes) revolucionària, qüestionant que un partit, entès com a organització de qualsevol pretesa avantguarda, pugui substituir i anul·lar el paper d'aquesta classe. En tant que el comunisme d'esquerra no tan sols sosté la justícia i la possibilitat històrica del fet revolucionari, sinó que molt sovint l'entén des d'una defensa de la democràcia obrera (articulada entorns dels consells obrers o altres mecanismes democràtics) molt distant de la teoria leninista (i fins i tot del trotskisme ortodox). En aquest sentit el comunisme d'esquerres és indissociable d'allò que s'ha conegut com a marxisme occidental.
El comunisme d'esquerra sovint també trencà amb la tàctica leninista, creient que els comunistes no havien de participar en els parlaments burgesos ni en els sindicats reformistes. No obstant això, molts comunistes d'esquerra es van dividir en les seves crítiques al leninisme. Els comunistes consellistes van criticar els bolxevics per substituir la classe obrera per un partit elitista, i van posar l'accent en la necessitat d'una organització més autònoma de la classe obrera. En canvi, el corrent italià, amb Amadeo Bordiga, va destacar la necessitat d'un partit comunista internacional i va denunciar el parlamentarisme burgès.
Tot i que va ser assassinada el 1919, abans que l'esquerra comunista aparegués com un corrent diferent al bolxevisme leninista, Rosa Luxemburg va influir notablement en la majoria dels comunistes d'esquerra. Entre els defensors del comunisme d'esquerres s'inclouen Amadeo Bordiga, Onorato Damen, Jacques Camatte, Herman Gorter, Antonie Pannekoek, Otto Rühle, Sylvia Pankhurst i Paul Mattick. En el cas de Catalunya, on el marxisme majoritari no va seguir l'ortodòxia estalinista, cal destacar, en una etapa posterior i a distància de l'ultraesquerranisme d'alguns d'aquests moviments, Andreu Nin i Joaquim Maurin, fundadors del POUM.

## Història i desenvolupament
En general, se solen destacar dos corrents importants del comunisme esquerre: l'italià i holandès-alemany. L'esquerra comunista a Itàlia es va formar durant la Primera Guerra Mundial en organitzacions com el Partit Socialista Italià i el Partit Comunista d'Itàlia. L'esquerra italiana es considerava leninista, però denuncià la perversió del marxisme-leninisme materialitzada a la Unió Soviètica d'Stalin. L'esquerra comunista italiana recolzà la teoria de l'avantguarda proletària vehiculada a través del partit, el centralisme democràtic, la dictadura del proletariat i dedicà molta atenció a l'internacionalisme proletari. L'esquerra comunista holandesa-alemanya va divergir del propi Lenin abans de l'arribada del govern d'Stalin i recolzà fermament el consellisme, a diferència de les teories del partit, i de la seva relació amb el govern obrer, més leninistes de l'esquerra italiana. Les posicions polítiques que comparteixen les diferents tradicions comunistes d'esquerra són l'oposició als fronts populars i al parlamentarisme burgès.
Els orígens històrics del comunisme esquerre provenen de la Primera Guerra Mundial. La majoria dels comunistes d'esquerres donaren suport a la Revolució d'Octubre a Rússia, però conservaren una visió crítica del seu desenvolupament. No obstant això, alguns teòrics qüestionaren que la revolució russa tingués un caràcter proletari o socialista, argumentant que simplement havia duit a terme les tasques de la revolució burgesa creant un sistema de capitalisme d'estat.
El comunisme de l'esquerra es va centrar en un primer moment, al voltant de 1918, en la necessitat de construir un partit comunista completament separat dels elements reformistes i centristes que "varen trair el proletariat". Les fraccions més esquerranes es varen oposar a tota forma de participació en els processos electorals i en les organitzacions sindicals reformistes. La creença que s'havia obert un període revolucionari, iniciat amb la Revolució d'Octubre a Rússia, els duia a sobrevalorar les forces obreres i no prendre en consideració la capacitat de reacció dels estats capitalistes. Aquestes posicions varen ser criticades durament per Lenin al seu llibre "L'esquerranisme, malaltia infantil del comunisme". Però no tot en el comunisme d'esquerra europeu era ultraesquerranisme infantil, ja que l'anàlisi de fons anava en el sentit de tractar de garantir processos revolucionaris, sota l'àmplia influència de la revolució russa, però incorporant elements democràtics (consells obrers) i una visió molt diferent de la funció del partit. Aspectes que varen permetre a aquest corrent entendre el caràcter dictatorial i brutal del règim que s'anava forjant sota la direcció de Lenin, primer, i després sota el domini despòtic i assassí d'Stalin.

## L'esquerra comunista russa
L'esquerra comunista russa començà a articular-se com una fracció dins del Partit Comunista Rus (bolxevic) el 1918, en oposar-se a la signatura del Tractat de Brest-Litovsk amb Alemanya pel govern del Sovnarkom dirigit per Lenin. Els comunistes d'esquerra desitjaven fer extensiva la revolució proletària internacional arreu del món. Inicialment el cap d'aquesta tendència va ser Nikolai Bukharin. Van començar a publicar una publicació, Kommunist, que va plantejar una crítica a la direcció del partit, en especial pel que feia a la burocratització de l'Estat, i van defensar que la propietat estatal completa dels mitjans de producció hauria de procedir a un ritme més ràpid del que Lenin desitjava.
Els comunistes d'esquerra es van esvair mentre en la mesura en que l'ona revolucionària mundial es va debilitar i es va fer evident que les posicions de Lenin eren molt sòlides. D'altra banda Nikolai Bukharin va moderar els seus plantejaments convergint amb Lenin. Alguns grups comunistes d'esquerra molt petits van sorgir dins de la República Socialista Federada Soviètica de Rússia en els anys següents, però després van ser víctimes de la repressió estalinista, com la resta de corrents i tendències. En molts de sentits, les posicions dels comunistes d'esquerra foren heretades per la facció de l'Oposició Obrera i el grup obrer del Partit Comunista Rus de Gavril Myasnikov i, en certa manera, pels decistes.

## L'esquerra comunista a Itàlia fins al 1926
Els comunistes d'esquerra italians, en el moment de la fundació del Partit Comunista d'Itàlia, representaven la majoria dels comunistes del país, com a resultat de la confluència de la facció comunista abstencionista del Partit Socialista italià (PSI), el grup d'Ordine Nuovo i altres corrents socialistes desitjoses d'adherir-se a la internacional comunista. Sota el lideratge d'Amadeo Bordiga, l'ala esquerra va controlar el PCd'I fins al Congrés de Lió de 1926. El desplaçament de Bordiga de la seva posició com a primer secretari i el seu reemplaçament per Gramsci va assenyalar la pèrdua de pes de l'extrema esquerra, d'acord amb el criteri de la internacional. Aleshores, Bordiga es trobava a la presó feixista i es quedaria fora de la política organitzada fins al 1952.
L'any 1925 va ser un punt d'inflexió per al comunisme italià, ja que va ser l'any en què es va produir l'anomenada bolxevització de les seccions de la Internacional Comunista. Aquest pla va ser dissenyat per eliminar totes les desviacions socialdemòcrates de la Comintern i desenvolupar les línies d'actuació del bolxevisme o, almenys, les línies del que Grigory Zinoviev, secretari de la Internacional, considerava que eren les línies bolxevics. A la pràctica, això va significar estructures burocràtiques descendents, centralitzades, en què els seus membres estaven controlats pel lideratge imposat pel Comitè Executiu de la Internacional Comunista. A Itàlia, això va significar que la direcció que abans havia estat a les mans de Bordiga es lliuràs a representants de la minoria del partit, quan el grup Serrati-Maffi del PSI es va unir al PCD'I.
No obstant això, Bordiga va seguir defensant les seves posicions i es va manifestar favorable a les posicions de Lev Trotski en les disputes russes. Mentrestant, els militants de l'esquerra del partit, entorn d'Onorato Damen, van formar el Comitè d'Entesa, que es va veure abocat a l'autodissolució per indicació de la nova direcció del partit, ara liderada per Gramsci. En el congrés de Lió, culminat amb les famoses tesis de Gramsci, el bordiguisme va ser derrotat i col·locat en minoria. Amb la victòria del feixisme a Itàlia, Bordiga va ser empresonat i quan es va oposar a condemnar a Trotski a dins la presó, va ser expulsat del partit el 1930. Llavors va prendre una postura de no implicació en la política durant molts anys. La victòria del feixisme italià també va suposar que l'esquerra italiana en el seu conjunt entrés en una nova etapa, sovint viscuda des de l'exili.

## L'esquerra comunista germanoholandesa fins al 1933
El comunisme d'esquerra va sorgir en els dos països i sempre va estar molt relacionat. Entre els principals teòrics del moviment alemany hi hagué els holandesos Anton Pannekoek i Herman Gorter i diversos activistes alemanys van trobar refugi als Països Baixos després que els nazis arribessin al poder el 1933. La crítica del reformisme socialdemòcrata es pot remuntar a abans de la Primera Guerra Mundial. Als Països Baixos una ala revolucionària de la socialdemocràcia s'havia separat del partit fins i tot abans de la guerra i havia construït lligams amb activistes alemanys. El 1915, el Partit Socialista Antinacional va ser fundat per Franz Pfemfert i estava vinculat a Die Aktion. Després del començament de la Revolució alemanya del 1918, es va poder fer present un fort corrent d'esquerra entre les seccions dels partits comunistes d'ambdós països. A Alemanya, això va conduir directament a la fundació del Partit Comunista Obrer d'Alemanya (KAPD) després que els seus líders fossin expulsats del Partit Comunista d'Alemanya (KPD) per Paul Levi. Aquest desenvolupament es va reflectir als Països Baixos, i a una escala més petita a Bulgària, on el moviment comunista va tendir a seguir el que passava a Alemanya.
Quan es va fundar, el KAPD va incloure algunes desenes de milers de revolucionaris. No obstant això, en pocs anys s'havia trencat i pràcticament dissolt. Això es deu al fet que es basava en l'optimisme revolucionari i en un purisme que rebutjava el que aleshores es coneixia com a frontisme. El frontisme, entre altres coses, suposava treballar a les mateixes organitzacions que els treballadors reformistes. El KAPD va considerar que aquest treball era poc útil en un moment en què es pensava que la revolució era un esdeveniment imminent i que no era només un objectiu a llarg termini. Això va fer que els membres del KAPD rebutgessin el treball en els sindicats tradicionals a favor de formar els seus propis sindicats revolucionaris. Aquestes unionen, ben diferenciades dels sindicats oficials, van arribar a tenir 80.000 membres el 1920 i van assolir el seu apogeu el 1921, amb 200.000 membres, per després disminuir ràpidament. També van estar organitzativament dividits des del principi, entre aquelles unionen vinculades al KAPD formant l'AAU-D i els de Saxònia al voltant d'Otto Rühle, que es van oposar a la concepció d'un partit i a favor d'una organització de classe unitària organitzada com a AAU-E (Allgemeine Arbeiter-Union – Einheitsorganisation).
El KAPD abans del seu congrés fundacional ja va patir la seva primera divisió, quan aparegué l'anomenada tendència bolxevic nacional al voltant de Fritz Wolffheim i Heinrich Laufenberg (aquesta tendència no té cap connexió amb les tendències polítiques modernes de Rússia que utilitzen el mateix nom). Però pitjor va ser que el KAPD va perdre la major part del seu suport ràpidament, ja que no va desenvolupar estructures duradores. Això també va contribuir a disputes internes i el partit es va dividir en dues tendències competidores conegudes com les tendències d'Essen i Berlín pels historiadors de l'esquerra comunista. La recentment establerta Internacional de Treballadors Comunistes (KAI) es va dividir exactament de la mateixa manera que el petit Partit Obrer Comunista de Bulgària. Els únics afiliats al KAI van ser el Partit Comunista Obrer de Gran Bretanya, dirigit per Sylvia Pankhurst, el Partit Comunista de Treballadors dels Països Baixos (KAPN) als Països Baixos i un grup a Rússia. La AAU-D es va dividir en les mateixes línies i va deixar de existir ràpidament com una veritable tendència dins de les fàbriques.

## L'esquerra comunista i la Internacional Comunista
L'esquerra comunista europea, en general, va donar suport a la presa del poder bolxevic a l'octubre de 1917 i va mantenir enormes esperances tant respecte al poder obrer i camperol, a través dels soviets, com en la fundació de la Internacional Comunista. De fet, les tendències d'esquerra eren majoritàries en la primera estructura de la Comintern per coordinar les seves activitats a Europa Occidental, l'Oficina d'Amsterdam. No obstant això, la situació va durar poc i l'Oficina no va funcionar mai com a òrgan efectiu de lideratge per a Europa Occidental, tal com es pensava originalment. L'Oficina de Viena de la Comintern també es pot considerar que tenia una orientació clara cap a l'esquerra comunistalassificar com a comunista d'esquerra, però els seus components no evolucionaren en direcció a cap de les dues corrents que conformaven l'esquerra del comunisme. Més aviat, l'Oficina de Viena va adoptar les idees d'ultraesquerra del primer període del Comintern.
Els comunistes d'esquerra van donar suport a la revolució russa, però no van acceptar els mètodes dels bolxevics. Moltes de les posicions polítiques i teòriques dels comunistes germanoholandesos van partir de les crítiques de Rosa Luxemburg tal com ella les va esbossar en el seu assaig pòstum titulat "La revolució russa". En aquest assaig, Luxemburg va rebutjar la posició bolxevic sobre la distribució de la terra als camperols i el seu suport al dret de les nacions a l'autodeterminació. Els comunistes d'esquerra italiana no van acceptar en aquell moment cap d'aquestes crítiques luxemburguanes i els dos corrents anirien evolucionant per separat.
En bona part, el conegut llibre de Lenin "L'esquerranisme, malaltia infantil del comunisme" és un atac a les idees dels corrents comunistes d'esquerra emergents. El seu principal objectiu era polemitzar amb els corrents que defensaven la puresa revolucionària mostrant-los que podrien romandre fidels als principis més fermament revolucionaris tot utilitzant una varietat de tàctiques determinades per la variabilitat de situacions i correlacions de forces. Per tant, Lenin va defensar l'ús del parlamentarisme i la conveniència de treballar dins dels sindicats oficials.
En produir-se la rebel·lió de Kronstadt, en un moment en què el debat sobre les tàctiques a seguir pels comunistes era viu dins el Comintern, alguns analistes han vist erròniament que l'acció pogués ser influïda per l'esquerra comunista. Però, de fet, els corrents comunistes d'esquerra no tenien cap connexió amb la rebel·lió, tot i que li va manifestar el seu suport quan la van conèixer. En anys posteriors, la tradició germanoholandesa, en particular, veuria la supressió de la revolta com el punt d'inflexió històric en l'evolució de l'estat rus després d'octubre de 1917

## Comunisme d'esquerra italià 1926–1939
Després del 1926, el comunisme d'esquerra italià es va reorganitzar a l'exili sense la participació de Bordiga. Hi va haver contactes entre els italians i els alemanys que es van desenvolupar a França, però l'esquerra comunista italiana va veure que la posició del KAPD a favor de l'organització consellista era similar a les idees de L'Ordine Nuovo de Gramsci i, per tant, va tendir a rebutjar una major aproximació. Els intents de treballar amb el grup organitzat al voltant de Karl Korsch també van fallar. La facció d'esquerra del PCd'I es va constituir formalment al juliol de 1927 de banda de diversos militants joves. Aquest nou grup tenia membres a França, Bèlgica i els Estats Units i va publicar una revista titulada Prometeo. Es va estimar que el 1928 tenia com a màxim 200 militants, però sembla que la seva influència era molt més gran. No obstant això, el control de l'aparell del PCD'I per part dels estalinistes va significar que els intents d'arribar a altres exiliats italians fossin gairebé impossibles i van ser reclosos en un petit cercle.
La facció comunista d'esquerra italiana va ser dirigida, la dècada de 1930, per Ottorino Perrone (també conegut amb el pseudònim de Vercesi), que es va oposar resoltament al culte de la personalitat que es va desenvolupar en aquells anys en el Comintern al voltant de Joseph Stalin i va resistir totes les pressions des de la seva pròpia organització. La facció tenia membres a França, Bèlgica i els Estats Units, però a Itàlia totes les activitats comunistes havien estat reduïdes a la clandestinitat pel govern feixista. Durant aquests anys, la principal activitat de la facció va ser la publicació de la seva premsa, que consistia en la revista Prometeo i la publicació Bilan. Amb la seva constitució com a grup, la fracció també va buscar contactes internacionals. Veient l'Oposició Internacional d'Esquerra liderada per Lev Trotsky com a eix central del moviment comunista no estalinista, van buscar contacte amb ell. No obstant això, aquests contactes es varen acabar quan es veure que un acord sobre els principis bàsics d'actuació era impossible.
La distància política entre la facció i altres corrents comunistes s'aprofundiria al llarg dels anys trenta mentre la facció es va oposar a les tàctiques adoptades per l'Oposició d'Esquerra per ampliar el seu suport (és a dir, la facció va afirmar la seva oposició a la fusió amb els grups centristes, l'oposició a l'entrisme i així successivament). Sempre oposada a la tàctica del front únic de la Komintern, la fracció es va declarar més tard fermament oposada al front popular, després de 1933. Com els trotskistes, va veure el fracàs del Partit Comunista Alemany davant el feixisme com un fracàs històric. es considera una fracció del partit, a partir de la data del seu congrés de 1935 celebrat a Brussel·les.
Aïllada, la fracció dels comunistes d'esquerra va intentar trobar aliats dins l'entorn de grups de l'esquerra del moviment trotskista. Normalment, aquestes discussions no arribaven a res, però van poder beneficiar-se de la desintegració de la Ligue des Communistes Internationalistes (LCI) a Bèlgica, un grup que havia trencat amb el trotskisme. També es va mantenir un lligam amb els grups consellistes dels Països Baixos i, en particular, amb el Grup Comunista Internacional (GIK). No obstant això, aquests debats es van tancar davant el cop d'estat feixista a Espanya que va provocar la revolució i la guerra civil.
Immediatament després de la guerra civil, una minoria de la fracció va intentar participar en els esdeveniments a Espanya. Aquesta minoria, incloent membres antics de la fracció, va comptar amb uns 26 militants pertanyents principalment a la federació parisenca. Van viatjar a Barcelona per ingressar a les milícies obreres i, després d'una reunió infructuosa al setembre amb una delegació de la fracció, van ser expulsats. El problema. per a la fracció era que el suport militar donat a les forces republicanes per aquesta minoria estava acompanyat per un suport polític (en tant que la minoria volia aturar les vagues entre els treballadors lleials en nom de la victòria militar contra el feixisme). Segons la fracció, no es podia donar cap suport a un estat burgès ni tan sols en una lluita contra el feixisme.
La qüestió d'Espanya va obligar a la LCI belga a aclarir les seves posicions i es va produir una divisió com a resultat del debat dins de les seves files. A la seva conferència de febrer de 1937, una minoria de la LCI liderada per Mitchell va defensar les posicions de l'esquerra comunista italiana i va ser expulsada. Tot i que eren menys de deu, van formar una fracció belga de l'esquerra comunista. Va ser a partir d'aquest moment que l'esquerra italiana va conèixer un grup anomenat Grupo de Trabajodores a Mèxic amb posicions molt similars a les seves. Va ser dirigit per Paul Kirchhoff i havia deixat el moviment trotskista mexicà. Anteriorment, Kirchoff havia estat membre del Partit Comunista d'Alemanya, llavors havia estat trotskista als Estats Units, però el seu petit grup semblava haver desaparegut a l'esclat de la guerra el 1939. A principis de 1938, les fraccions italiana i belga van formar una Oficina Internacional de les fraccions d'esquerres i publicaren la revista Octobre.
Durant aquest període, l'esquerra italiana també va revisar diverses posicions que consideraven obsoletes. Van rebutjar la idea d'autodeterminació nacional i van començar a desenvolupar les seves opinions sobre l'economia de guerra i la decadència capitalista. Gran part d'aquesta revisió es va dur a terme per Vercesi, però Mitchell de la fracció belga també va ser una figura destacada del treball. Potser de manera més dramàtica, també van revisar la seva comprensió de la revolució russa i de l'estat que n'havia sorgit. Finalment, van arribar a la conclusió que l'estat rus a final de la dècada dels trenta era un capitalisme d'estat i no havia de ser defensat. En resum, creien que hi havia necessitat d'una nova revolució.

## 1939–1945
Molts corrents minoritaris a l'esquerra dels partits comunistes de masses es van esfondrar a l'inici de la Segona Guerra Mundial i els comunistes d'esquerra també van ser silenciats. Tot i haver previst la guerra amb més claredat que algunes altres faccions, quan va començar van quedar aclaparats. Molts van ser perseguits tant pel nazisme alemany com pel feixisme italià. Els principals militants de l'esquerra comunista, com Mitchell, que era jueu, havien de morir al camp de concentració de Buchenwald.
Mentrestant, a Alemanya els últims grups comunistes consellistes havien desaparegut dins la voràgine i als Països Baixos el Grup Comunista Internacional (GIK) ja era un moribund. El grup "centrista" liderat per Henk Sneevliet (el Partit Socialista Obrer Socialista Revolucionari, RSAP) es va transformar en el Front Marx-Lenin-Luxemburg. L'abril de 1942, la seva direcció va ser arrestada per la Gestapo i assassinada. Els restants activistes es van dividir en dos camps, ja que alguns van retornar al trotskisme formant el Comitè dels Marxistes Revolucionaris (CRM), mentre que la majoria formava el ComunistenBond-Spartacus. Aquest últim grup es va orientar cap al consellisme i es va unir a la majoria dels membres del GIK.
El 1941, la fracció italiana es va reorganitzar a França i, juntament amb el nou nucli francès de l'esquerra comunista, va entrar en conflicte amb les idees que la fracció havia propagat a partir del 1936, és a dir, la desaparició social del proletariat i les guerres localitzades, etc. Aquestes idees continuaven sent defensades per Vercesi a Brussel·les. A poc a poc, les fraccions d'esquerra van adoptar posicions extretes del comunisme d'esquerra alemany. Van abandonar la concepció que l'estat rus encara romania d'alguna manera proletari i també van abandonar la concepció de Vercesi de les guerres localitzades a favor d'idees sobre l'imperialisme inspirades per Rosa Luxemburg.
La vaga de FIAT a l'octubre de 1942 va tenir un gran impacte sobre la fracció italiana a França, que es va acréixer amb la caiguda del règim de Mussolini el juliol de 1943. La fracció italiana va veure una situació prerevolucionària obrint-se a Itàlia i es va preparar per participar en la revolució propera. Revitalitzada per Marco a Marsella, la fracció italiana va treballar estretament amb la nova fracció francesa, que es va fundar formalment a París el desembre de 1944. No obstant això, el maig de 1945 la fracció italiana, de la qual molts dels seus components havien tornat a Itàlia, va votar per dissoldre's, facilitant que els seus militants es poguessin integrar com a individus al Partit Comunista Internacionalista. La conferència en què es va prendre aquesta decisió es va negar a reconèixer la fracció francesa i va expulsar Marco del seu grup.
Això va provocar una ruptura entre la fracció francesa i la formació de la Gauche Communiste de France per la fracció francesa dirigida per Marco. La història de la GCF pertany a la postguerra. Mentrestant, els antics membres de la fracció francesa que simpatitzaven amb Vercesi i amb el Partit Comunista Internacionalista van formar una nova fracció francesa que va publicar la revista L'Etincelle i es va unir a finals de 1945 a la vella minoria de la fracció que s'havia unit a La Union Communiste en els anys 30.
Un altre procés dels anys de la guerra mereix ser esmentat en aquest punt. Un petit grup de militants alemanys i austríacs es va acostar a les posicions comunistes d'esquerra en aquests anys. Els més coneguts, com a Organització Comunista Revolucionària, eren joves militants exiliats del nazisme que vivien a França a l'inici de la Segona Guerra Mundial i eren membres del moviment trotskista, però que s'havien oposat a la formació de la IV Internacional el 1938, ja que al seu parer era una opció prematura. Se'ls va denegar les credencials de delegats i només van ser admesos a la conferència fundadora de la Joventut Internacional l'endemà. A continuació, es van unir a la Comissió Internacional de Contactes per a la IV (Comunista) Internacional d'Hugo Oehler i el 1939 publicaven Der Marxist a Anvers.
Amb l'inici de la guerra, van prendre el nom de Comunistes Revolucionaris d'Alemanya (RKD) i van definir Rússia com un règim de capitalisme d'estat, d'acord amb el llibre de Ante Ciliga The Russian Enigma. En aquest moment, van adoptar una posició derrotista revolucionària sobre la guerra i van condemnar el trotskisme per la seva defensa crítica de Rússia (que els trotskistes consideraven com un estat obrer degenerat). Després de la caiguda de França, van renovar el contacte amb militants trotskistes del sud de França i en van reclutar alguns d'ells cap als Communistes Revolutionnaires el 1942. Aquest grup es va conèixer com a Fraternisaion Proletarienne el 1943 i després com Organisation Communiste Revolutionnaire el 1944. Els CR i RKD eren autònoms i clandestins, però col·laboraven estretament i amb una política compartida. A mesura que la guerra seguia el seu camí, van evolucionar en una direcció consellista i es van identificar cada vegada més amb l'obra de Rosa Luxemburg. També van treballar amb la fracció francesa de l'esquerra comunista i semblen haver-se desintegrat al final de la guerra. Aquesta desintegració va ser producte, sense cap dubte, de la captura del líder militant Karl Fischer, que va ser enviat al camp de concentració de Buchenwald.

## 1945-1952
Les etapes finals de la Segona Guerra Mundial van marcar un punt clau en la història del comunisme d'esquerra, tal com va esdevenir per a qualsevol altra tendència política. Igual que els trotskistes, els comunistes d'esquerra esperaven que la guerra acabés amb els inicis d'una onada revolucionària de semblant a la que havia marcat el final de la Primera Guerra Mundial. Per tant, les vagues a Itàlia a partir de 1942 els van interessar intensament. Molts comunistes d'esquerra que abans estaven a l'exili, a la presó o simplement inactius a causa de la repressió, van tornar a l'activitat política a Itàlia. Això va provocar que sorgissin noves organitzacions que s'identifiquessin amb el comunisme d'esquerres i que es dissolguessin les més grans. Si per a l'esquerra italiana el final de la guerra marcava un nou començament, també ho feia per a l'esquerra alemanya. Tot i que, a Alemanya, la tradició d'esquerra comunista va quedar extingida, només va sobreviure a alguns grups dispersos que sostenien punts de vista consellistes. A títol comparatiu, França, en canvi, va experimentar un desenvolupament interessant amb el començament d'un intent conscient de desenvolupar una síntesi de les dues tendències del comunisme d'esquerra a través de Gauche Communiste de France, que es basava en les contribucions anteriors a la guerra.

## 1952-1968
L'any 1952 va assenyalar el final de la influència significativa del comunisme d'esquerra italià. El Partit Comunista Internacionalista va restar dividit en dues faccions i el grup liderat per Bordiga va prendre el nom de Partit Comunista Internacional. Gauche Communiste de France (GCF) també es va dissoldre el mateix any. Els comunistes d'esquerra van entrar en un període de decadència gairebé constant des d'aquest moment, tot i que van reviure una mica a partir dels esdeveniments de 1968.

## Des del 1968
Les revoltes del maig de 1968 van provocar un cert ressorgiment de l'interès per les idees comunistes d'esquerra. Diversos petits grups van sorgir arreu del món, predominantment als principals països capitalistes. Una sèrie de trobades van començar el 1976 amb l'objectiu de promoure el debat internacional i la interrelació entre els diversos grups, però aquests processos van arribar fins als anys vuitanta sense haver millorat el perfil del moviment ni la seva unitat d'idees.
Entre els defensors més destacats, posteriors al 1968, del comunisme d'esquerra, destaquen Paul Mattick i Maximilien Rubel. Entre els grups comunistes d'esquerra existents destaquen el bordiguista Partit Comunista Internacional, el Corrent Comunista Internacional i la tendència comunista internacionalista. A més dels grups comunistes d'esquerra en relació directa a les tradicions italiana i holandesa, des de 1968 han florit diversos grups amb posicions similars, com els moviments operaistes i autonomistes a Itàlia; Kolinko, Kurasje, Wildcat; Subversion and Aufheben a Anglaterra; Théorie Communiste, Echanges et Mouvements i Démocratie Communiste a França; TPTG i Blaumachen a Grècia; Kamunist Kranti a l'Índia; i Collective Action Notes and Loren Goldner als Estats Units.